# Palabra patrimonial
Palabra patrimonial es, en una lengua románica neolatina, la que proviene directamente del latín vulgar y ha experimentado todas las transformaciones fonéticas en su significante y semánticas en su significado que ha producido el paso del tiempo, por lo general para distinguirlas de los cultismos o palabras que han tenido el mismo origen etimológico, pero han permanecido sin cambios o con adaptaciones pequeñas.
Así, del griego apotheca, que pasó al latín como aputeca, proceden dos palabras (doblete) en idioma castellano: una patrimonial, "bodega", muy desgastada en su sonido y significado, y otra un semicultismo, "botica", que ha respetado parte del significante y del significado. "Fuego" es una palabra patrimonial que procede del latín vulgar "focus" y ha experimentado la diptongación de o breve acentuada en ue y la sonorización en posición intervocálica de la consonante muda /k/ en /g/, pero también tenemos por otra parte el cultismo foco que no ha sufrido apenas esos cambios y procede del mismo origen etimológico.
El léxico patrimonial constituye la parte mayor en una lengua; en el caso del español este léxico procede del llamado latín vulgar que se hablaba en la parte de la Romania o Europa latina conocida como Hispania. 